# ギグワークス
ギグワークス株式会社（英: GiG Works Inc.）は、東京都港区に本社を置く日本の企業である。
東京証券取引所スタンダード市場上場（証券コード 2375）。

## 概要
IT機器導入・運用支援、営業・販売支援、人材派遣、開発、コールセンター運営などのBPO事業を主力としている。

## 沿革
- 1977年（昭和52年）1月 - 竹中正雄（株式会社印刷アド・代表取締役社長）により、株式会社シーサンデイとして設立。
- 1983年（昭和58年）4月 - 株式会社ザポイントスタジオに社名変更。
- 1996年（平成8年）4月 - ザポイントスタジオ社内にスリープロ事業部設立。
- 1999年（平成11年）1月 -スリープロ株式会社に社名変更。代表取締役社長に高野研が就任。竹中正雄は取締役会長へ。
- 2003年（平成15年）11月 - 東京証券取引所マザーズに上場。
- 2004年（平成16年）
  - 2月 - 株式会社コアグルーヴのペット事業部門を除く全部門を、同社の当時の社主齋藤正篤から買収し、完全子会社化。
  - 11月 - 株式会社JPSSを大塚商会から買収承継、完全子会社化。
  - 8月 - 株式会社シーエステクノロジーを、株式会社シーエスネットから買収し、完全子会社化。
- 2006年（平成18年）
  - 5月 - 事業を（新）スリープロ株式会社に新設分割。従来のスリープロ株式会社はスリープログループ株式会社に商号変更し、持株会社となる。コアグルーヴを、スリープロマーケティング株式会社に社名変更。
  - 6月 - 株式会社ホーム・コンピューティング・ネットワークをパソナより買収し、子会社化。
  - 11月 - 株式会社ナレッジ・フィールド・サービスを加賀ハイテック株式会社から買収承継、完全子会社化。
- 2007年（平成19年）4月 - ナレッジ・フィールド・サービスを、スリープロエージェンシー株式会社に社名変更。シーエステクノロジーを、スリープロテクノロジー株式会社に社名変更。
- 2008年（平成20年）
  - 1月 - 株式会社メリトを株式会社エス・ピー・シーより買収し、完全子会社化。商号をスリープロメリト株式会社へ変更
  - 10月 - フリービット株式会社のインハウス型コールセンター事業部門を分社化して株式会社コラソンを設立。設立と同時に買収。
- 2009年（平成21年）11月1日 - スリープロがスリープロメリトを吸収合併。
- 2010年（平成22年）
  - 3月31日 - 株式会社アビバをベネッセホールディングスから譲り受け子会社化。
  - 8月1日 - ホーム・コンピューティング・ネットワークがアビバを吸収合併し、株式会社アビバに社名変更。コラソンをスリープロビズ株式会社に社名変更。スリープロテクノロジーをスリープロウィズテック株式会社に社名変更するなど再編を実施。
  - 9月14日 - 四半期報告書の提出が遅延し、監理銘柄入り、9月17日解除。
  - 11月18日 - スリープログループ株式会社の取締役常務水口雄が代表取締役社長に就任。
- 2011年（平成23年）
  - 1月27日 - 監理銘柄入り。2月28日に解除。
  - 5月30日 - 株式会社グローバルBPOが16.13%の株式を取得し、筆頭株主となる。
  - 6月11日 - 連結子会社アビバの持ち株を株式会社リンクアンドモチベーションに譲渡。
  - 8月31日 - 株式会社グローバルBPOの代表取締役関戸明夫が、スリープログループ株式会社の代表取締役兼グループCEOに就任。
- 2012年（平成24年）5月1日 - スリープロが、スリープロマーケティング、JPSS、スリープロビズ、スリープロコミュニケーションズ、スリープロフィッツ、スリープロネットワークスの6社を吸収合併。
- 2013年（平成25年）3月 - 筆頭株主がグローバルBPOから取締役会長のロバート・ファンが代表を務める香港法人SB Pacific Corporation Limitedに異動。
- 2015年（平成27年）3月 - 東京証券取引所第二部に市場変更。
- 2016年（平成28年）6月 - 筆頭株主がSB Pacific Corporation Limitedから代表取締役社長の資産管理会社である株式会社ガネーシャ・ホールディングスに異動。
- 2018年（平成30年）2月 - スリープロウィズテック株式会社がヒューマンウェア株式会社を吸収合併し、ヒューマンウェア株式会社に商号変更。
- 2019年（令和元年）8月1日 - ギグワークス株式会社へ商号変更。
- 2020年（令和2年）2月1日 - スリープロがWELLCOM IS株式会社と株式会社JBMクリエイトを吸収合併し、ギグワークスアドバリュー株式会社に商号変更。オー・エイ・エス株式会社がヒューマンウェア株式会社を吸収合併し、ギグワークスクロスアイティ株式会社へ商号変更[3]。

## グループ子会社
- ギグワークスアドバリュー株式会社
- ギグワークス・アドバンス株式会社（特例子会社）
- ギグワークスクロスアイティ株式会社
- nex株式会社
- 日本直販株式会社